# Domaine Breen
Le domaine Breen est une propriété bourgeoise qui avait appartenu à l'homme d'affaires Thomas Breen (1881-1954).
Cette maison fut construite en 1906 et habitée pendant environ cent ans par la famille Breen. La propriété se situe à Saint-Bruno-de-Guigues au Témiscamingue. Elle se distingue par l'authenticité de son architecture, parfaitement conservée depuis l'époque. Il s'agit aujourd'hui d'un site historique ouvert aux touristes. Les visiteurs peuvent, à l'intérieur de la maison ou sur le terrain, découvrir l'histoire de la famille Breen et de Saint-Bruno-de-Guigues. La visite permet également d'en apprendre sur la culture et le mode de vie bourgeois du début du XXe siècle.  

## Histoire

### Développement de Saint-Bruno-de-Guigues
Vers la moitié du XIXe siècle, alors que le Témiscamingue était déjà habité par les Anicinabek, l’exploitation forestière fit son apparition dans la région.  C’est l’épuisement des forêts de pins dans la région de l'Outaouais qui incita les marchands de bois à étendre les coupes au bassin forestier de l'Outaouais supérieur. Le réseau hydrographique au Témiscamingue, avec la rivière des Outaouais et ses autres affluents, y permettait le flottage de bois sur de très longues distances. 
Dans le contexte où les commerçants et les bûcherons pénétraient le territoire, la colonisation s'entama peu à peu au Témiscamingue. Le développement du réseau de chemins de fer facilita aussi l’arrivée de colons.  Dans les années 1870, le frère Leblanc arriva au Témiscamingue accompagné de 13 familles. En 1884, les Oblats fondèrent, avec le père Gendreau, la Société de colonisation du lac Témiscamingue. La création de cette société de colonisation constitua le point de départ du mouvement de peuplement et de colonisation au Témiscamingue.
C’est sur le site de Ville-Marie, en 1879, qu’on récolta les premières gerbes de blé dans la région. Par la suite, en 1881 apparurent les premières parcelles de terre défrichées, également sur le site de Ville-Marie. La pratique de l’agriculture s'implante réellement au Témiscamingue à partir du milieu des années 1880. Elle se développa particulièrement à la suite de l'implantation de l'industrie laitière, à partir de 1908. Les colons témiscamiens orientèrent également leurs productions selon les besoins des chantiers forestiers, en particulier la culture du foin, de l'avoine et des pommes de terre. Ces développements en matière d’agriculture donnèrent un élan à la colonisation et à la création de paroisses au Témiscamingue.
C’est pendant cette période, en 1882, que fut créé le canton de Guigues, nommé en l’honneur du premier évêque du comté, Joseph-Eugène-Bruno Guigues.  En 1888 débutait par le fait même le processus de colonisation dans les cantons de Guigues, avec l'arrivée d'une centaine de familles, dont la plupart étaient originaires de la région de Montréal. Saint-Bruno-de-Guigues se transforma peu à peu en une destination de colonisation, si bien qu'en 1901, on y comptait 603 habitants. C’est en 1905 que la paroisse de Saint-Bruno-de-Guigues fut officiellement érigée. En 1912, environ 200 terres étaient en culture dans cette zone. La paroisse comportait notamment une église, un couvent, cinq écoles, un médecin, un notaire, une caisse populaire et deux moulins à scie. Le développement de cette paroisse créait un marché intéressant pour les agriculteurs. Ils pouvaient notamment vendre leurs produits à la beurrerie de Saint-Bruno-de-Guigues, la première à voir le jour au Témiscamingue, en 1908. C’est l’agriculture qui occupait la fonction principale dans l’économie de la municipalité. C'est à cet endroit prospère économiquement que vécut l'homme d'affaires Thomas Breen.

### Thomas Breen
Thomas Breen est né à Liverpool en 1881. Sa famille, d’origine irlandaise, avait immigré en Angleterre en raison d’une famine. Sa mère mourut peu de temps après sa naissance, et son père l’amena alors à l’orphelinat. Trop vieux pour être adopté, Thomas Breen quitta l’Angleterre et immigra à Québec. En route, au Québec, le chef de gare aida Thomas qui se fit adopter par Eugène Talbot et Célina Prince, de Saint-Eusèbe-de Stanfold (aujourd'hui Princeville). Thomas y apprit le métier de forgeron et développa ses compétences d’homme d'affaires avec la famille.
Quelques années plus tard, Thomas s’établit dans la région de Saint-Bruno-de-Guigues, alors que la municipalité était en croissance économique et démographique. Thomas Breen y devint commerçant, manufacturier, industriel, armateur et exploitant forestier. 
À Saint-Bruno-de-Guigues, il fit construire le domaine pour sa future épouse, Eugénie Talbot, fille cadette de ses parents adoptifs. Ils emménagèrent dans la maison en 1908. Pour la construction de sa propriété, Thomas Breen fit appel à l’architecte réputé, Louis Caron senior, celui-là même qui avait conçu la résidence de sir Wilfrid Laurier, premier ministre du Canada. 
Thomas Breen et son épouse eurent ensuite neuf enfants. L'homme d'affaires mourut en 1954. Ce domaine centenaire fut habité par deux générations de la famille Breen. 
En 2003, la municipalité de Saint-Bruno-Guigues fit l'acquisition du domaine Breen. Par la suite, en 2006, cette propriété fut reconnue comme lieu historique.

## Protection et mise en valeur
Le Domaine Breen constitue l'une des plus anciennes demeures de la municipalité de Saint-Bruno-de-Guigues. Cette maison de distingue par son architecture élaborée, qui illustre le statut social de son propriétaire. Elle est également reconnue pour avoir conservé l'ensemble de ses composantes architecturales intérieures et extérieures. Cette maison se démarque par la qualité de ses matériaux ainsi que l'entretien assidu dont elle a bénéficié. Elle est construite en bois sur deux étages et sa façade comporte un portail central surmonté d'un balcon. Les visiteurs peuvent également remarquer le style architectural édouardien de la maison. Ce style, classique, est moins exubérant que celui des maisons victoriennes dans le choix de composantes architecturales.  
Le Domaine Breen se distingue en outre par son attrait paysager. Le terrain se compose notamment de chênes centenaires, de fleurs et de plantes variées qui apportent une sérénité au lieu touristique. Les visiteurs peuvent y contempler le jardin et se balader à l'extérieur tout en se faisant raconter l'histoire de la famille Breen et de la municipalité.  
Ce lieu patrimonial est membre du regroupement Mémoire des chemins d'eau, lequel rassemble dix musées et sites touristiques du Témiscamingue. Le Domaine Breen fait également partie du Réseau muséal de l'Abitibi-Témiscamingue. Ce dernier lui a attribué un sceau de qualité, le Label Muséo-Famille, pour les nombreux services que l'organisme offre aux familles en visite.  